# مکانیکسویل (ویرجینا)
مکانیکسویل (به انگلیسی: Mechanicsville) یک منطقهٔ مسکونی در ایالات متحده آمریکا است که در شهرستان هانوفر، ویرجینیا واقع شده‌است. مکانیکسویل ۷۳٫۶ کیلومتر مربع مساحت و ۳۶٬۳۴۸ نفر جمعیت دارد و ۵۴٫۸۶ متر بالاتر از سطح دریا واقع شده‌است.